# Proisotoma vernoga
Proisotoma vernoga är en urinsektsart som först beskrevs av John L. Wray 1958.  Proisotoma vernoga ingår i släktet Proisotoma och familjen Isotomidae. Inga underarter finns listade i Catalogue of Life.